# 魔界プリンセスシリーズ
『魔界プリンセス』シリーズ（まかいプリンセスシリーズ）は、日本のアダルトゲームブランド・Nornが2009年に発売したノベルゲームのシリーズ作品の一つである。シリーズ名は株式会社ズーが運営するニュースサイト・D-Dreamの記事に基づく。

## 概要
本シリーズのヒロイン、アリサ・エリス・サラは姉妹である。主人公は、彼女らの幼馴染で友人として生活してきたが、ある日正体と目的を明かされ、誰か一人を選択し子作りに励むこととなる。過去発売された女神3部作同様、各作品内で関係を結ぶヒロインは１名のみで、他のヒロインとの関係は持たれない。また、2012年8月現在においては、女神3部作と異なりハーレムシナリオが発売されていないため、同時に結ばれる展開はない。

### 各タイトルの発売日
本シリーズに該当する作品は以下の通りである。各タイトルの公式ページでは、それぞれ同シリーズの他2タイトルのページが「関連作品」として相互にリンクされている。
- ツンデレ魔界プリンセス・アリサと孕ませ新婚生活! 〜全部出すまで抜いちゃダメ! ぜったい受精させなさいよね!〜[2]

ダウンロード版：2009年2月1日発売 パッケージ版：2009年3月13日発売
- あまあね魔界プリンセス・エリスはエロイチャ孕み妻! 〜好きなだけ出して♪全部子宮で飲んであげる〜[3]

ダウンロード版：2009年2月27日発売 パッケージ版：2009年3月27日発売
- クーデレ魔界プリンセス・サラと吸精孕ませライフ! 〜好きなだけ子宮に注いで妊娠させなさい〜[4]

ダウンロード版：2009年3月6日発売 パッケージ版：2009年4月10日発売
なお、Nornのデビュー作で2007年に発売された『使い魔様は魔界プリンセス 〜勘違いするな! 中に出すのはただの魔力補給だ!!〜』や、2010年に発売された『魔界プリンセスフィリーネの優雅な搾精ライフ 〜打ち止めなんて許さないわよ〜』は、共に「魔界プリンセス」を冠してはいるがスタッフや登場人物は本シリーズと異なっており、いずれも本シリーズには含まれない。

## 登場人物
早坂 颯太（はやさか そうた）
本シリーズの主人公。桐生3姉妹の幼馴染で友人。3姉妹の突然の告白に驚くも、事情を理解し協力することになる。
桐生 アリサ（きりゅう アリサ）
声 -  水島理音
シリーズ1作目のヒロイン。3姉妹の三女で颯太の同級生。颯太のことが気になっているが、巻き込みたくない一心で素直になれないツンデレで、今はケンカ友達のような関係になっている。
桐生 エリス（きりゅう エリス）
声 - 小倉結衣
シリーズ2作目のヒロイン。颯太の1つ上の3姉妹次女。生徒会長を務めるほどの才色兼備で、颯太のことはまるで弟のように可愛がる母性本能あふれる存在である。
桐生 サラ（きりゅう サラ）
声 - 藤邑鈴香
シリーズ3作目のヒロイン。桐生家当主である3姉妹の長女。颯太にベタ惚れだが、自分がしっかりしなくてはとの責任感から、普段はクールにふるまっている。

## スタッフ
※いずれもシリーズ共通である。
- 原画：綾瀬はづき
- シナリオ：leimonZ

## 要求スペック
※全タイトル共通。
- OS - Windows 98以降
- CPU - Celeron333MHz以上
- 必要メモリ - 64MB
- 推奨メモリ - 128MB
- 解像度 - 800×600（High color以上）
- DirectX - DirectX7.0以上
- デバイス - マウス（キーボード未対応）